# Мюльхаймский шлюз

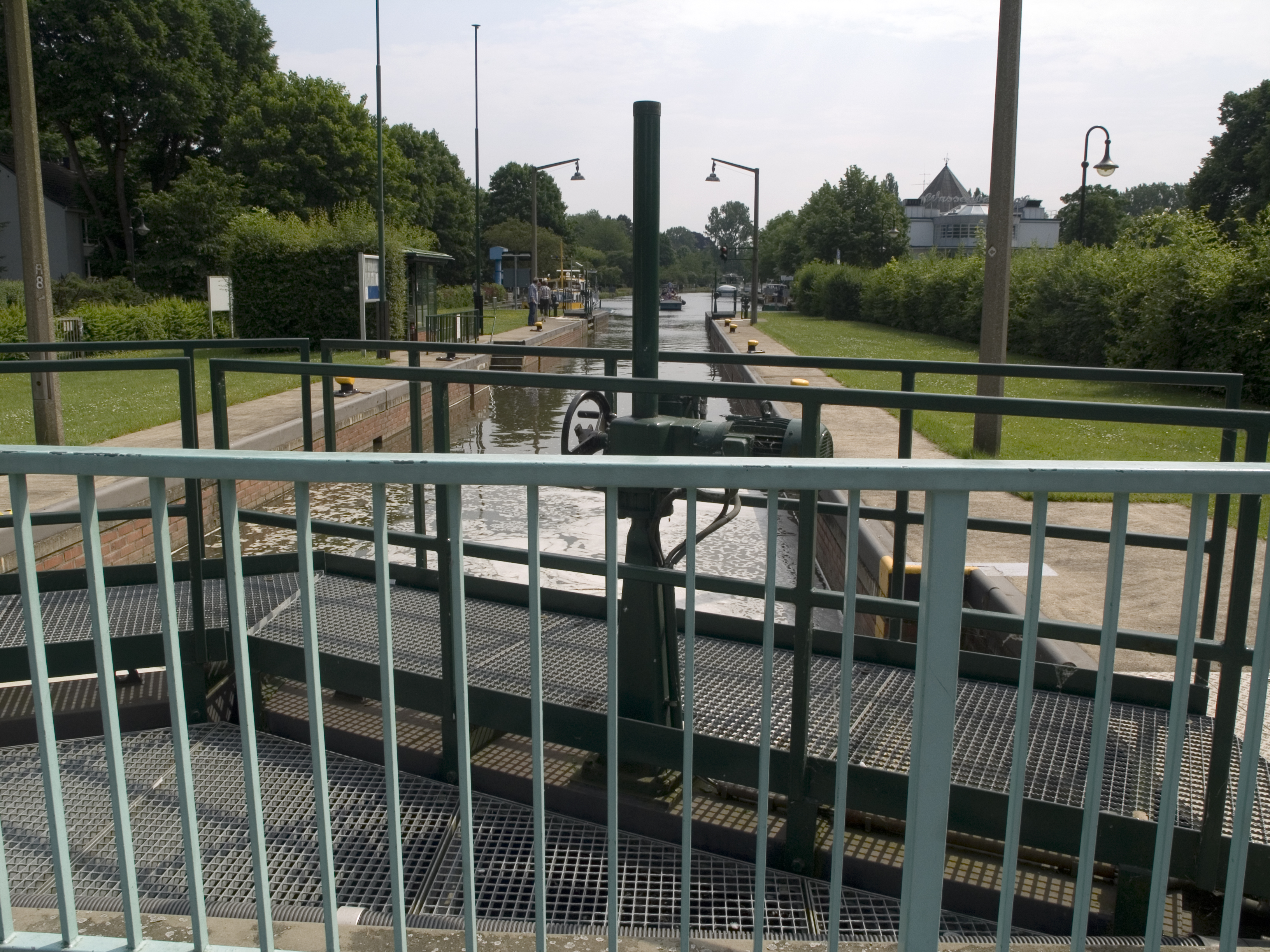
Мюльхаймский шлюз

Мюльхаймский шлюз (нем. Ruhrschleuse Mülheim) — один из старейших шлюзов на реке Рур в 12,6 км от её впадения в Рейн. Расположен в центральной части города Мюльхайм-ан-дер-Рур (Германия, федеральная земля Северный Рейн — Вестфалия).

## История

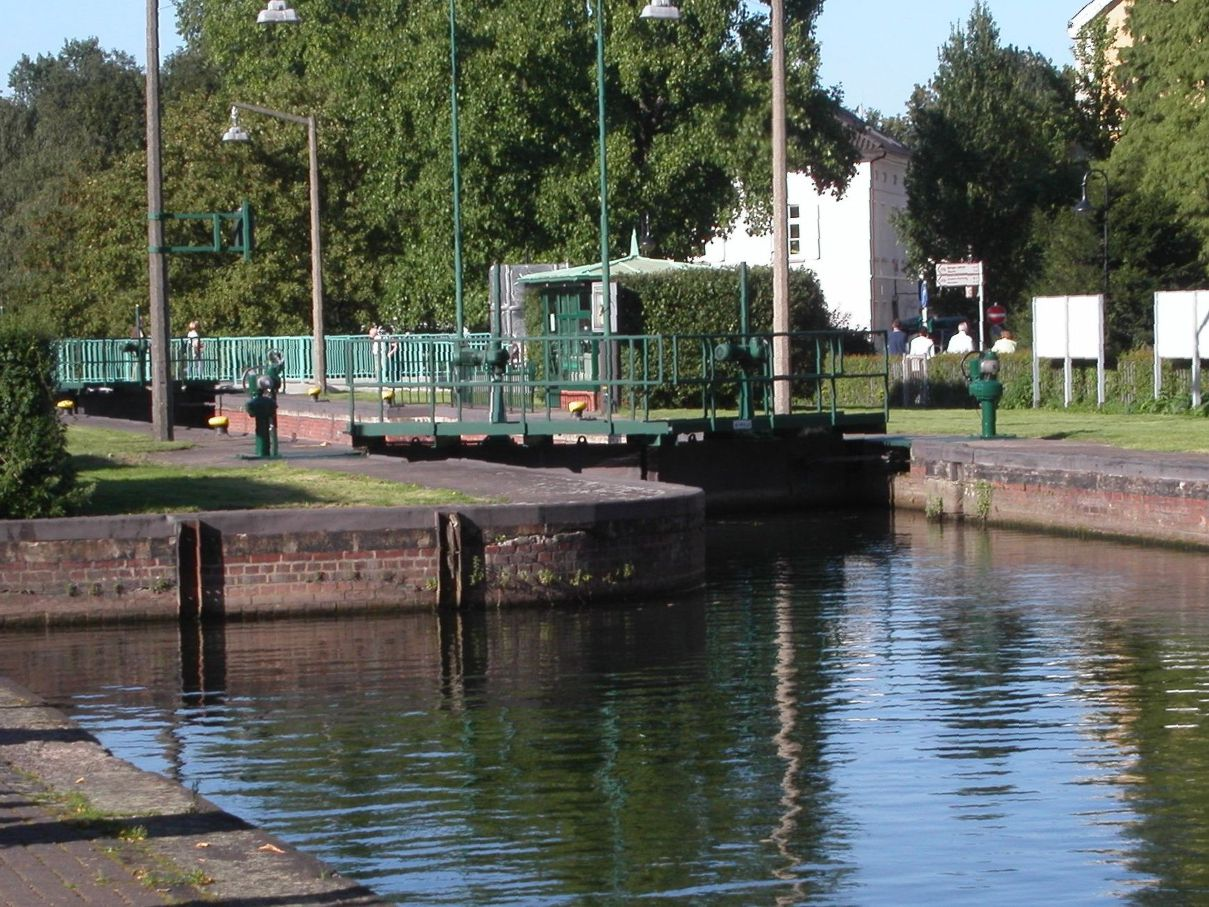
Высокий уровень воды в шлюзовой камере

Первый шлюз в Мюльхайме был построен в 1779—1780 годах. В 1843—1845 годах шлюз был полностью перестроен. В 1927 году старый шлюз был демонтирован, а вместо него был построен новый примерно в 1 км выше по течению.

В 1987 году шлюз был взят под охрану государства как исторический памятник. В 1993—1994 годах на шлюзе были проведены капитальные ремонтные работы.

Сегодня Мюльхаймский шлюз — это тематический пункт регионального проекта «Путь индустриальной культуры» Рурского региона

## Технические характеристики
- Количество шлюзовых камер — 1
- Длина — 63,42 м
- Ширина — 5,64 м
- Высота верхнего бьефа над уровнем моря — 39 м
- Перепад высот — 4,95 м
- Тип ворот — раздвижные
- С каждой стороны шлюза имеются рыбопропускные сооружения